# Stroszek-Dąbrowa Miejska
Stroszek-Dąbrowa Miejska – dzielnica Bytomia granicząca ze Śródmieściem, Suchą Górą, Osiedlem gen. Ziętka, Miechowicami, Stolarzowicami i Radzionkowem.

## Historia

### Pochodzenie nazwy

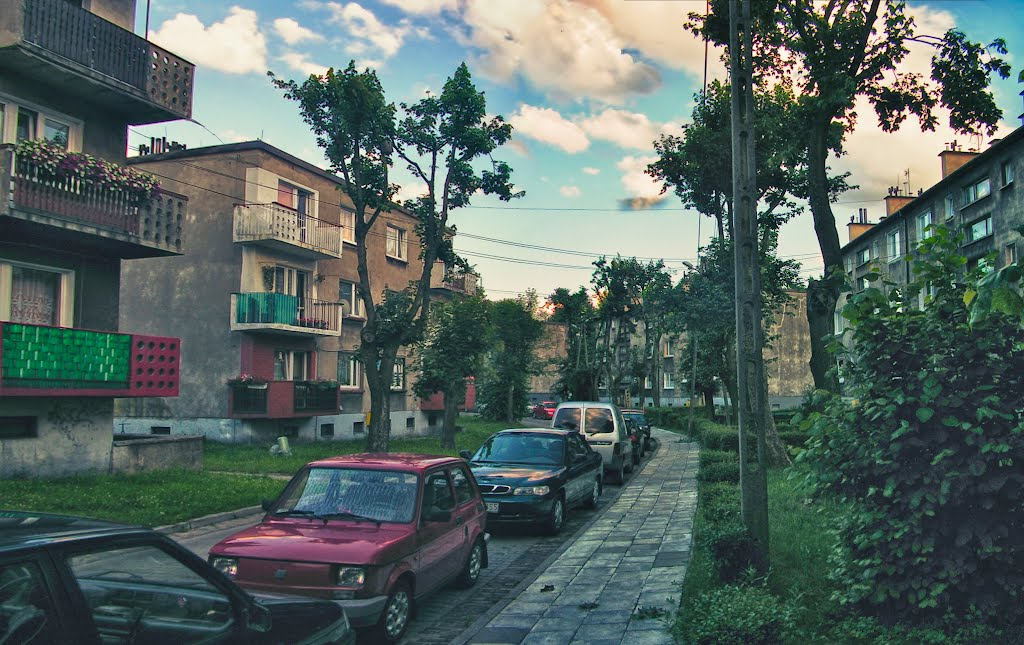
ul. Okólna

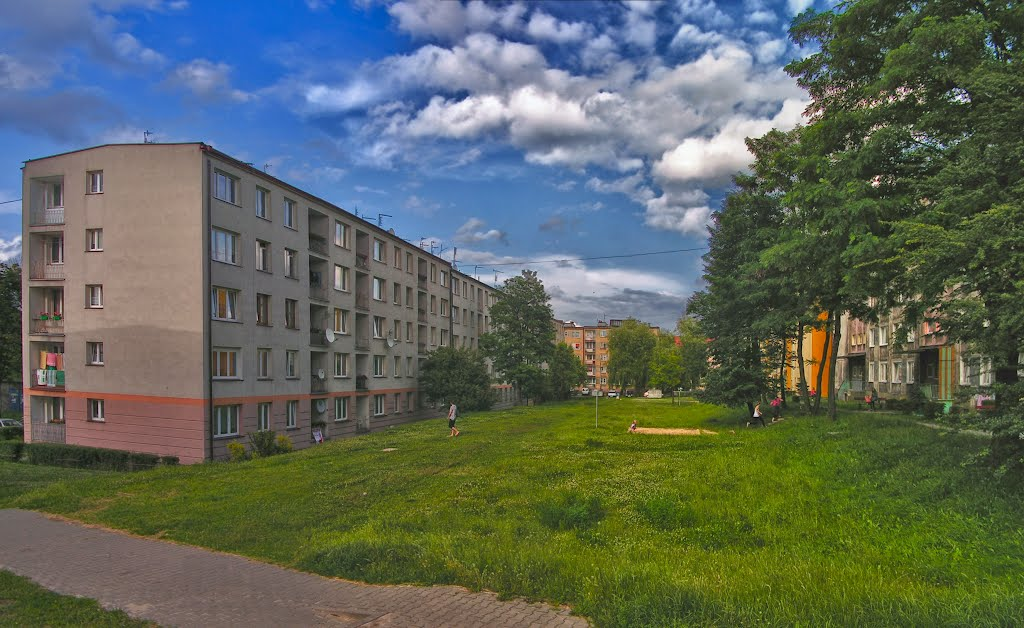
ul. Tysiąclecia

Stroszek to nazwa dzierżawcza od nazwy osobowej Strosz, skrótu imienia Stronisław lub Strogobor. 

### Dzieje dzielnicy
Pierwsza wzmianka o Stroszku pochodzi z 1495 roku. Dokument wydany przez zarządców Bytomia, Świerklańca i Nakła potwierdzał granicę między Bytomiem a Stroszkiem na rzece Bielczy (Szarlejce). W 1625 roku w dokumencie wystawionym przez Piotra de Horninga (ówczesnego właściciela Radzionkowa) dla Andrzeja Cellariego z Lublińca wspomina się o folwarku.
W latach 1701–1945 Stroszek należał do siemianowickiej linii hrabiowskiej Donnersmarcków. 
Do czasu uruchomienia kopalni węgla kamiennego Radzionków (1874 r.) tereny wokół Stroszka i sąsiedniej Rojcy porastał las dworski, a w Stroszku znajdowała się leśniczówka "borowego lasów radzińskiech". Od połowy XVIII wieku  między Stroszkiem a kolonią Wiktor istniał zwierzyniec dworski (rewir łowiecki) Donnersmarcków. 
W 1859 roku skrajem Stroszka przeprowadzono linię kolejową, łączącą Chebzie (Kolej Górnośląską) z Tarnowskimi Górami. Obecnie po tej trasie biegną tory wąskotorówki Bytom - Miasteczko Śląskie. Po roku 1950 rozpoczęto budowę dużego osiedla mieszkaniowego dla 5000 mieszkańców nazwanego wówczas imieniem marszałka Rokossowskiego. Osiedle to ogranicza od wschodu droga Bytom - Tarnowskie Góry, od zachodu linia kolejki wąskotorowej, od południa linia kolejowa Katowice - Lubliniec, a od północy droga Radzionków - Stolarzowice.
W 1963 roku na Stroszku zbudowano dużą zajezdnię tramwajową i połączono z Bytomiem linią tramwajową nr 19. Wiosną 1970 rozpoczęto w Stroszku budowę stadionu Ruchu Radzionków, ukończoną uroczystym otwarciem w dniu 16 czerwca 1973 roku (do 1998 roku Radzionków pozostawał w granicach Bytomia). 
W granicach Bytomia Stroszek znajduje się od 1975 roku. 
W 2006 roku zawalił się sklep Biedronka obok Szkoły Podstawowej nr 23. Na miejscu Biedronki powstał Polomarket.
W 2015 roku ukończono budowę kościoła pw. św. Józefa Robotnika na osiedlu Vitor.
Do Stroszka przynależy również Dąbrowa Miejska – dawna dzielnica Bytomia w dużej mierze zniszczona w latach 80. i 90. XX wieku z ziemią w wyniku dużych szkód górniczych.
W 2018 roku został zlikwidowany stadion Ruchu Radzionków, a na jego miejscu powstało centrum handlowe CH STARY STADION.